# جمعه سعید
 جمعه سعید (زاده ۱۳ سپتامبر ۱۹۹۲)، بازیکن فوتبال اهل ساحل عاج است که به عنوان هافبک میانی برای الکویت بازی می کند.   